# Saint-Étienne-de-Saint-Geoirs
Saint-Étienne-de-Saint-Geoirs är en kommun i departementet Isère i regionen Auvergne-Rhône-Alpes i sydöstra Frankrike. Kommunen ligger i kantonen Saint-Étienne-de-Saint-Geoirs som tillhör arrondissementet Grenoble. År 2022 hade Saint-Étienne-de-Saint-Geoirs 3 352 invånare.

## Befolkningsutveckling
Antalet invånare i kommunen Saint-Étienne-de-Saint-Geoirs
Referens:INSEE

## Vänorter
- Casorate Sempione, Italien (2013)